# Szabó Tamás (színházi szakember, 1964)
Szabó Tamás (Debrecen, 1964. június 14.) magyar színházi szakember, fesztiválszervező-programigazgató, újságíró, televíziós alkotó.

## Tanulmányok
A debreceni Bethlen Gábor Közgazdasági és Postaforgalmi Szakközépiskolában érettségizett 1982-ben. Három alkalommal felvételizett sikertelenül a Színház- és Filmművészeti Főiskola színházrendezői szakára, két alkalommal a legutolsó rostán esett ki, majd Szombathelyen a Nyugat-magyarországi Egyetem (Berzsenyi Dániel Főiskola) művelődésszervező szakán szerzett diplomát film és videokultúra közvetítő szakirányon.

## Színházi munkák
Az érettségi után 1982-ben Cserhalmi György segítségével részt vehetett az akkor alakuló budapesti Katona József Színház (Budapest) első bemutatójának (Csehov: A manó, Rendező: Zsámbéki Gábor) összes próbáján, ezután az évad második felében szerződést kapott a teátrumtól, mint ügyelő. 1983–1985 között volt tagja a legendás társulatnak.
Több hazai színházban is dolgozott 1985-től ügyelőként (Vígszínház, Veszprémi Petőfi Színház, Gyulai Várszínház, Budapesti Operettszínház) majd 1990-től rendezőasszisztensként (Csokonai Színház, Nemzeti Színház – Budapest, Új Színház). Első asszisztensként dolgozott az Oscar-díjas Andrzej Wajda és Székely Gábor mellett, illetve olyan rendezők közvetlen munkatársa volt többek között, mint Jíři Menzel, Major Tamás, Ascher Tamás, Sík Ferenc, Horvai István, Paál István, Ács János, Rátonyi Róbert, Szikora János, Dieter Löbach, George Roman.
A nyíregyházi Móricz Zsigmond Színház egyik vezetője volt 1999-2012 között művészeti tanácsadó státuszban. Ebben az időszakban a teátrum nézőszáma és szakmai presztízse is nőtt, rendezett itt többek között Mohácsi János, Bodó Viktor, Ivo Krobot, Ladányi Andrea, Forgács Péter, Koltai M. Gábor, Dömölky János. Számos fesztivál meghívás és díj mellett a Pécsi Országos Színházi Találkozón 2008-ban a Legjobb együttes munkáért járó díjat vehette át a teátrum, s a POSZT versenyprogramjába ebben az időszakban meghívott előadások összesített listáján a harmadik helyet foglalta el a budapesti Katona József Színház és a kaposvári Csiky Gergely Színház mögött.
Dramaturg-konzultánsként 2014-től dolgozik együtt Barta Dóra koreográfussal: Nemzeti Táncszínház (Üvegbura, Lulu, MasSacre, Kingdom, Lotus projekt, Melinda), Magyar Állami Operaház (Megbolydult világ, Ördöghomok, Glass: Veszedelmes Éden, Purcell: Dido és Aeneas), Kecskemét City Balett (Traviata, Anna Karenina, Hamupipőke, Szentivánéji álom, Bánk bán, Hattyú, Carmina Burana), Miskolci Nemzeti Színház (Szentivánéji álom), Művészetek Palotája (Időn kívül).
A Vígszínházban 2019 óta tagja a társulatnak, ahol a teátrum video archívumát rendszerezi és katalogizálja.

## Fesztiválszervezés, programigazgatás
Nyíregyházán 2002-ben Tasnádi Csaba igazgató (Móricz Zsigmond Színház) egy korábbi ötletéből (miszerint kifejezetten csak a vígjátékok számára is kellene rendezni egy országos színházi fesztivált) létrejött a teátrum szervezésében a VIDOR Fesztivál azaz a VIdámság és Derű ORszágos seregszemléje, amelynek egyik alapítója, ötletgazdája és 2012-ig programigazgatója volt, oroszlánrészt vállalva a fesztivál koncepciójának kidolgozásában és sikerre vitelében. Programigazgatása alatt a VIDOR Fesztivál Európa legnagyobb ingyenes világzenei fesztiválja volt, felvette tagjai sorába a European Forum of Worldwide Music Festivals (Európai Világzenei Fesztiválok Fóruma), az NKA által kiemelten támogatott rendezvény lett, a Magyar Fesztiválszövetség minősítési programjában a legmagasabb Kiváló Minősítésű Művészeti Fesztivál minősítést kapta. A VIDOR Fesztivál ebben az időszakban Kelet-Magyarország legjelentősebb kulturális eseménye volt, amelyen akkor 9 nap alatt 60 helyszínen mintegy 400 program zajlott, évről évre átlagosan 120 ezer néző részvételével. Ezen az összművészeti fesztiválon a legkiválóbb hazai teátrumok mellett azokban az években a world music legismertebb világsztárjai (Goran Bregovic, Salif Keita, Eliades Ochoa, Toumani Diabaté, Al di Meola, René Aubry, Compay Segundo Orchestra) léptek fel, akik közül sokan először itt adtak koncertet hazánkban (Maurice el Médioni, Oumou Sangaré, Bassekou Kouyaté, Ana Moura, Johnny Clegg, Juan Carlos Caceres, Lura, Dobet Gnahoré). 2012 decemberében befejeződött programigazgatói tevékenysége Nyíregyházán.
Egyik kolléganőjével (a 2009-ben közösen alapított világzenei ügynökség, az Accord World Music tulajdonosával) 2013 januárjában saját ötletéből megalapította a Mindenütt Nő rendezvénysorozatot, amely a nemzetközi nőnaphoz kapcsolódott s az egész országra kiterjedő eseménysorozat volt, amely a női alkotókat és a női sorsokat állította középpontjába s rögtön megalapításakor a legjelentősebb hazai kulturális intézmények csatlakoztak hozzá. 2013–2015 között összesen három alkalommal került megrendezésre, évről évre egyre gyarapodó kínálattal, 2015-ben már 16 városban 86 helyszínen mintegy 140 kulturális programot láthatott az a 20 ezer néző, aki részt vett valamelyik eseményen. 2016 óta támogatás hiányában szünetel a rendezvénysorozat.

## Újságírás, írás
A New Bridge Kft. felkérésére 1993-ban megszerkesztett egy 24 hangkazettából álló sorozatot, Audio-Art címmel, amely a középiskolai irodalom tananyagból válogatott. A sorozatból az első hat kazetta jelent meg (amelyből kettőt rendezett is), olyan művészek közreműködésével, mint Sinkovits Imre, Bánffy György, Helyey László, Hegedűs D. Géza, Rajhona Ádám.
A New Bridge Generals Kiadó felkérésére 1994-ben életrajzi esszékötetet írt Koltai Róbert pályájáról Nagy utazás címmel, amely 6 ezer példányban kelt el.
A Hajdú-Bihari Nap című napilapban 1994-1995-ben volt egy napi egy flekkes rovata Sajnálnám, ha kihagyná címmel, amelyben egy mini esszében ajánlott egy filmet az aznapi televízió műsorból. Több mint 300 cikke jelent meg ebben a sorozatban.
A Blikk péntekenként megjelenő televíziós panoráma oldalát szerkesztette 1996-1997-ben és ide írta filmes témájú cikkeit. Több mint 200 cikke jelent meg ebben a rovatban.
A First Class Magazin színházi rovatát szerkesztette 1999-2001 között, amelybe főleg színészportrékat írt, mintegy 60 cikke jelent meg a havi magazinban. Szerzőtársai között volt, többek között Ligeti Nagy Tamás (főszerkesztő), Németh Gábor (irodalom), Réz András (irodalom), Schiffer Miklós (divat), Poós Zoltán (film), Winkler Róbert (autó).
Az Antenna Hungária által megjelentetett Digital Magazinban jelentek meg 2004-2007 között filmajánló cikkei.
Elkészítette 2002-ben Gyárfás Miklós Tanulmány a nőkről című filmforgatókönyvének (1968, rendező: Keleti Márton) zenés színpadi átiratát, beleépítve a szituációkba az 1960-as évek legnagyobb hazai slágereit.
A darab eddigi bemutatói:
- Móricz Zsigmond Színház, Nyíregyháza (rendező: Tasnádi Csaba)[17] – 2004
- Agria Játékok majd Gárdonyi Géza Színház, Eger (rendező: Csizmadia Tibor )[18] – 2006
- Kármán József Színház, Losonc (rendező: Krizsik Alfonz)[19] – 2008
- Egri Érsekkerti Szabadtéri Színpad (rendező: Lendvai Zoltán)[20] – 2013
- Budaörsi Játékszín, Budaörs (rendező: Felhőfi-Kiss László)[21] – 2013
- Magyar Zenés Színház, Budapest (rendező: Bozsó József) – 2017
- Csiky Gergely Színház, Kaposvár (rendező: Tasnádi Csaba) – 2018
- Békéscsabai Jókai Színház, Békéscsaba (rendező: Halasi Imre) – 2019
- Zenthe Ferenc Színház, Salgótarján (rendező: Kis Domonkos Márk) – 2020
- Vidám Színpad, Budapest (rendező: Tasnádi Csaba) – 2022
- Hevesi Sándor Színház, Zalaegerszeg (rendező: Besenczi Árpád) – 2023

Amatőr csoportok bemutatói:
- Gyöngyösi Játékszín, Gyöngyös (rendező: Jankovics Jenő) – 2009
- Mámor Színtársulat, Tiszalök (rendező: Illyés Ákos) – 2010
- Kabai Nyári Színház, Kaba (rendező: Porcsin László) – 2012
- Téglási Teátristák, Téglás (rendező: Sáreczki Judit és Sáreczki Gyula) – 2013
- Eötvös Diákszínpad, Tiszaújváros (rendező: Olasz Gyula) – 2022

A darabot 2014-ben Szente Vajk jelentős mértékű átdolgozásában és rendezésében bemutatta a budapesti Madách Színház is.
Somló Tamás dalainak felhasználásával 2016-ban megírta a Semmi cirqsz című musicalt, amely még nem került színpadra.

## Televíziós munkák
A New Bridge Generals Produkciós Iroda kreatív igazgatójaként 1995-ben az ő ötletéből és irányításával indult el a Szív Tv képernyőjén a Konyhashow, az első olyan heti rendszerességgel jelentkező televíziós gasztronómiai műsor, ahol hírességek, ismert emberek, művészek, sportolók főztek, köztük olyanok, mint Jancsó Miklós, Novák Ferenc, Presser Gábor, Agárdy Gábor, Fábián László, Haumann Péter, Csukás István. A műsorból 3 év alatt 150 adás készült, amelyekből később egy válogatás is megjelent 3 dvd-n.
Az ő irányításával adaptálták hazai képernyőre 1998-ban az RTL Klub egy évtizeden át futó Recept Klub című gasztronómiai műsorát Balázs Péter és Balázs Bence műsorvezetésével. A műsorból 300 adás készült az irányítása alatt. A Recept Klubról Gálvölgyi János is készített egy paródiát.
A D&B produkciós iroda égisze alatt 2002-ben főszerkesztőként létrehozhatta régi tervét, egy olyan műsort, amely egyesítette a szappanopera és a show formátumot a szombat esti főműsor sávban az MTV1-n. A Koós János fémjelezte Koós Klub adásaiban, az állandó szereplők (Koós Réka, Magyar Attila, Hajdú Steve) mellett olyan hírességek vendégeskedtek többek között, mint Cserháti Zsuzsa, Sztankay István, Bodrogi Gyula, Szepesi György, Kaszás Attila.
Szerkesztőként részt vett 2002-2003-ban az RTL Klub Esti showder Fábry Sándorral és a TV2 Szulák show című műsorainak készítésében.
A Filmmúzeum csatorna felkérésére 2004-ben szerkesztő-rendezőként elkészítette a 10 epizódból álló Bárzongorista portrék című sorozatot.
A Tv Paprika csatornán 2005-ben az ő ötletéből és rendezésében került képernyőre a Marina és Olivier könnyű francia konyhája című sorozat 27 adása.
Dialógíróként 2011-ben részt vett a TV2 Jóban rosszban című sorozatának munkálataiban.
Kreatív főszerkesztőként 2013-ban dolgozott az MTVA-nak a Borvacsora című műsor 2. évadában, amely 8 adásból állt Kovács Kokó István műsorvezetésével, többek között olyan vendégekkel, mint Kemény Dénes, Osvárt Andrea, Pogány Judit, Ernyey Béla, Mocsai Lajos, Gerendai Károly, Péter Szabó Szilvia, Rácz Zsuzsa.
Több reklámfilmet is rendezett 1997-2006 között (Apenta ásványvíz, Szilas ételízesítő, Móricz Zsigmond Színház, Agrármarketing Centrum, VIDOR Fesztivál).

## PR kommunikációs és egyéb munkák
A New Bridge Generals Kft. felkérésére 1995-ben megtervezett majd irányított és kiértékelt egy 1000 fős reprezentatív közvélemény kutatást a televíziós gasztronómiai műsorokkal kapcsolatos nézői elvárásokról.
Az első hazai sportcsatorna, a Hungarosport Televízió kommunikációs vezetője volt 1999-ben.
Előbb a Promix Communications majd a Livingstone Communications reklámügynökség társ kreatív igazgatója volt 2000-2001-ben, olyan ügyfeleknek dolgozott többek között, mint a Hungária Biztosító, Renault, Deit, KFKI – LNX, Atos Origin, Pepsi Cola, Pro Labor.
Több nagy adatbázisú honlap koncepcióját dolgozta ki és irányította létrehozásukat 2000-2013 között (Móricz Zsigmond Színház, VIDOR Fesztivál, átfogó Világzenei adatbázis a VIDOR Fesztivál honlapjához kapcsolódva, Mindenütt Nő rendezvénysorozat).
„A Kultúra Magyar Városa 2006” pályázaton 2006-ban Nyíregyháza város pályázatírója volt s konzultánsként részt vett a Graphasel Stúdió által végzett arculattervezési munkában.
Az Accord World Music menedzser ügynökséget 2008-ban hozta létre a VIDOR Fesztivál szervezésében is fontos szerepet játszó kolléganőjével (Ambrus Ildikó) közösen. Az ügynökség olyan kiválóságokat menedzsel, mint Herczku Ágnes, Nikola Parov, Rendhagyó Prímástalálkozó, Korpás Éva. 2010-ig vett részt az ügynökség munkájában.
A Down Egyesület felkérésére 2009-ben tartalmi, stratégiai és kreatív konzultánsként részt vett az I. Down Világnap megszervezésében a Vígszínházban.
A Budapest Bábszínház igazgatója Meczner János 2013-ban megbízta egy átfogó közvéleménykutatás előkészítésével, lebonyolításával és kiértékelésével, amelynek célja a teátrumba látogató pedagógusok és gyerekek véleményének megismerése volt. A pedagógusok egy kérdőív kitöltésével válaszoltak, a gyerekek között pedig 4 korcsoportban összesen 20 fókuszcsoportos beszélgetés zajlott.